# Auguste Delisle
Auguste Delisle CSSp (* 7. Juli 1908 in Montreal, Kanada; † 13. November 2006) war ein kanadischer Ordensgeistlicher und römisch-katholischer Bischof von Lokoja.

## Leben
Auguste Delisle trat am 17. Juni 1927 der Ordensgemeinschaft der Spiritaner bei. Er legte am 8. Juni 1934 die ewige Profess ab und empfing am 17. Juni desselben Jahres durch den Kardinalvikar des Bistums Rom, Francesco Marchetti Selvaggiani, das Sakrament der Priesterweihe. Am 27. Mai 1955 bestellte ihn Papst Pius XII. zum ersten Apostolischen Präfekten von Kabba.
Am 6. Juli 1964 wurde Auguste Delisle infolge der Erhebung der Apostolischen Präfektur Kabba zum Bistum erster Bischof von Kabba (später: Lokoja). Der Apostolische Delegat in Kanada, Erzbischof Sergio Pignedoli, spendete ihm am 24. August desselben Jahres die Bischofsweihe; Mitkonsekratoren waren der Bischof von Hull, Paul-Émile Charbonneau, und der Weihbischof in Ottawa, Joseph Raymond Windle.
Delisle nahm an der zweiten, dritten und vierten Sitzungsperiode des Zweiten Vatikanischen Konzils teil. Am 30. Juli 1972 nahm Papst Paul VI. das von Auguste Delisle vorgebrachte Rücktrittsgesuch an.